# Gerhard Seibold
Gerhard Seibold (Klosterneuburg, Baixa Áustria, 13 de maio de 1943) é um ex-canoísta austríaco especialista em provas de velocidade.

## Carreira
Foi vencedor da medalha de bronze em K-2 1000 m em Cidade do México 1968, junto com o seu colega de equipa Günther Pfaff.